# Ladrillar
Ladrillar (extremeny: Ladrillal) és un municipi de Las Hurdes, província de Càceres, a la comunitat autònoma d'Extremadura (Espanya). Comprèn els nuclis de Riomalo de Arriba, Ladrillar, Cabezo i Las Mestas. Aquest municipi experimenta una pèrdua de població a causa de l'envelliment i l'emigració.